# U-Bahnhof Rudow

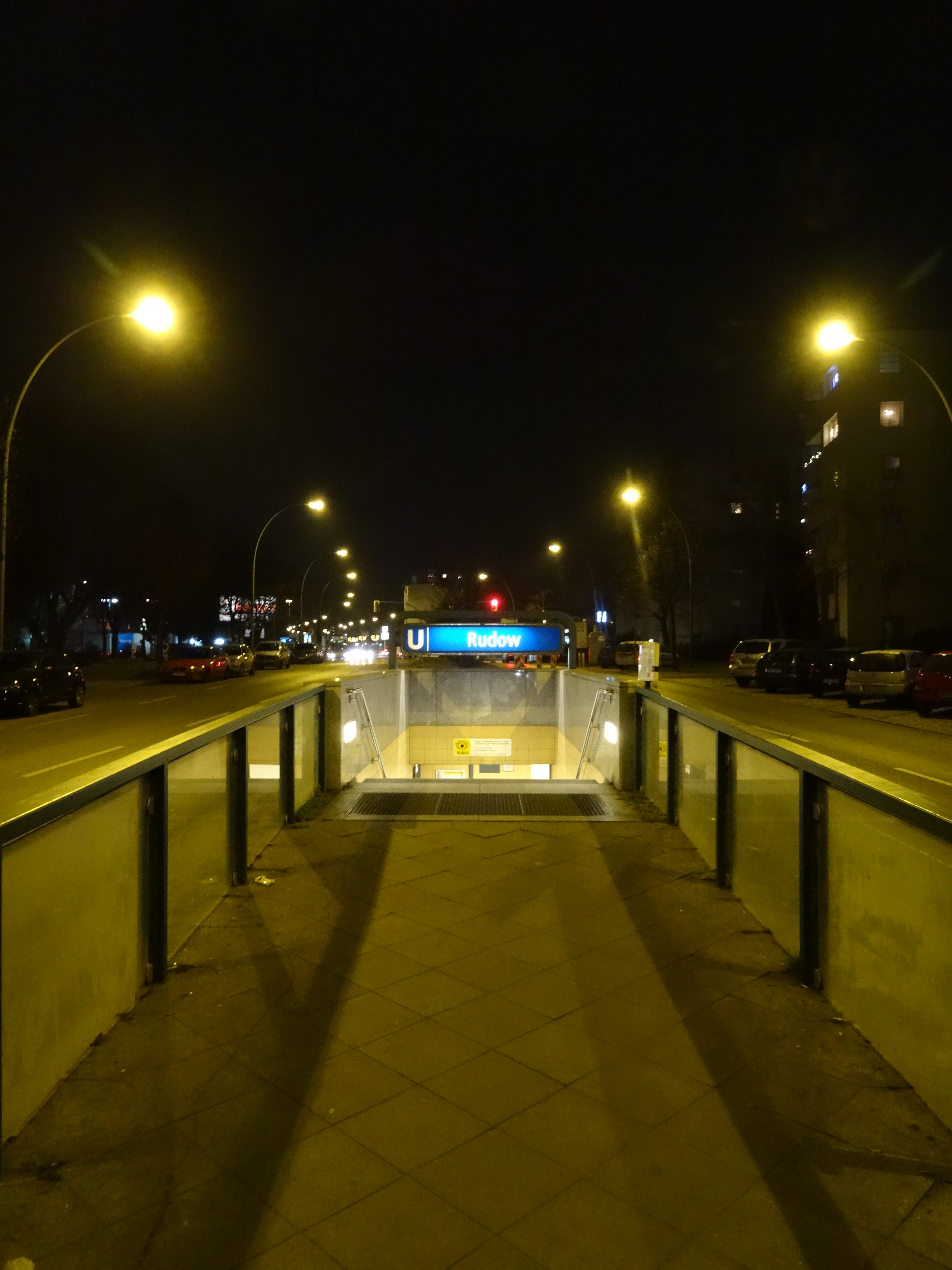
Bahnhofseingang in der Neuköllner Straße

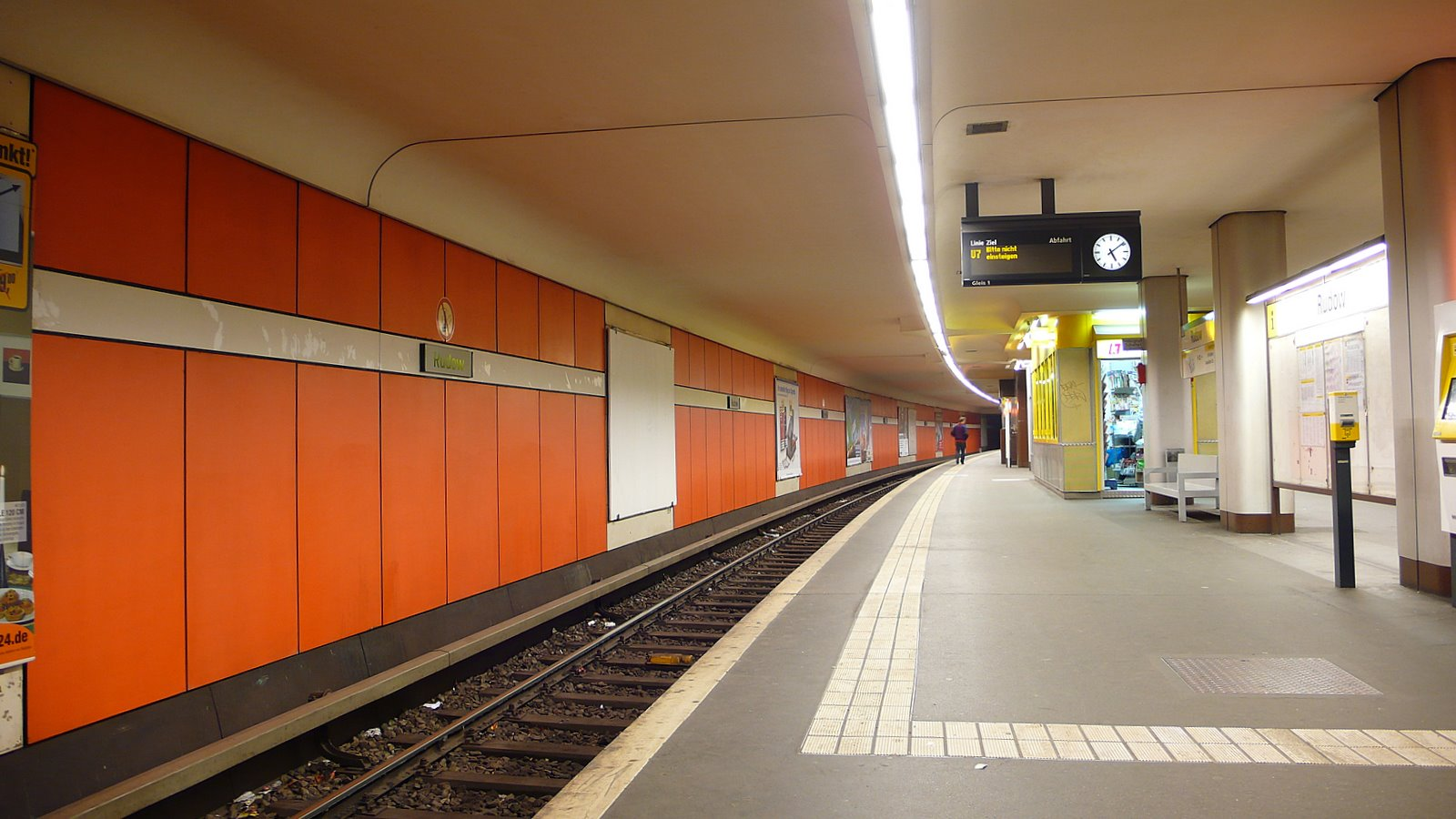
Bahnsteig (vor der Sanierung)

Der U-Bahnhof Rudow ist die südliche Endstation der Berliner U-Bahn-Linie U7 und befindet sich im Ortsteil Rudow unter der Neuköllner Straße und bildet einen Ausgangspunkt für zahlreiche Regionalbuslinien. Der Bahnhof wurde am 1. Juli 1972 eröffnet.

## Geschichte

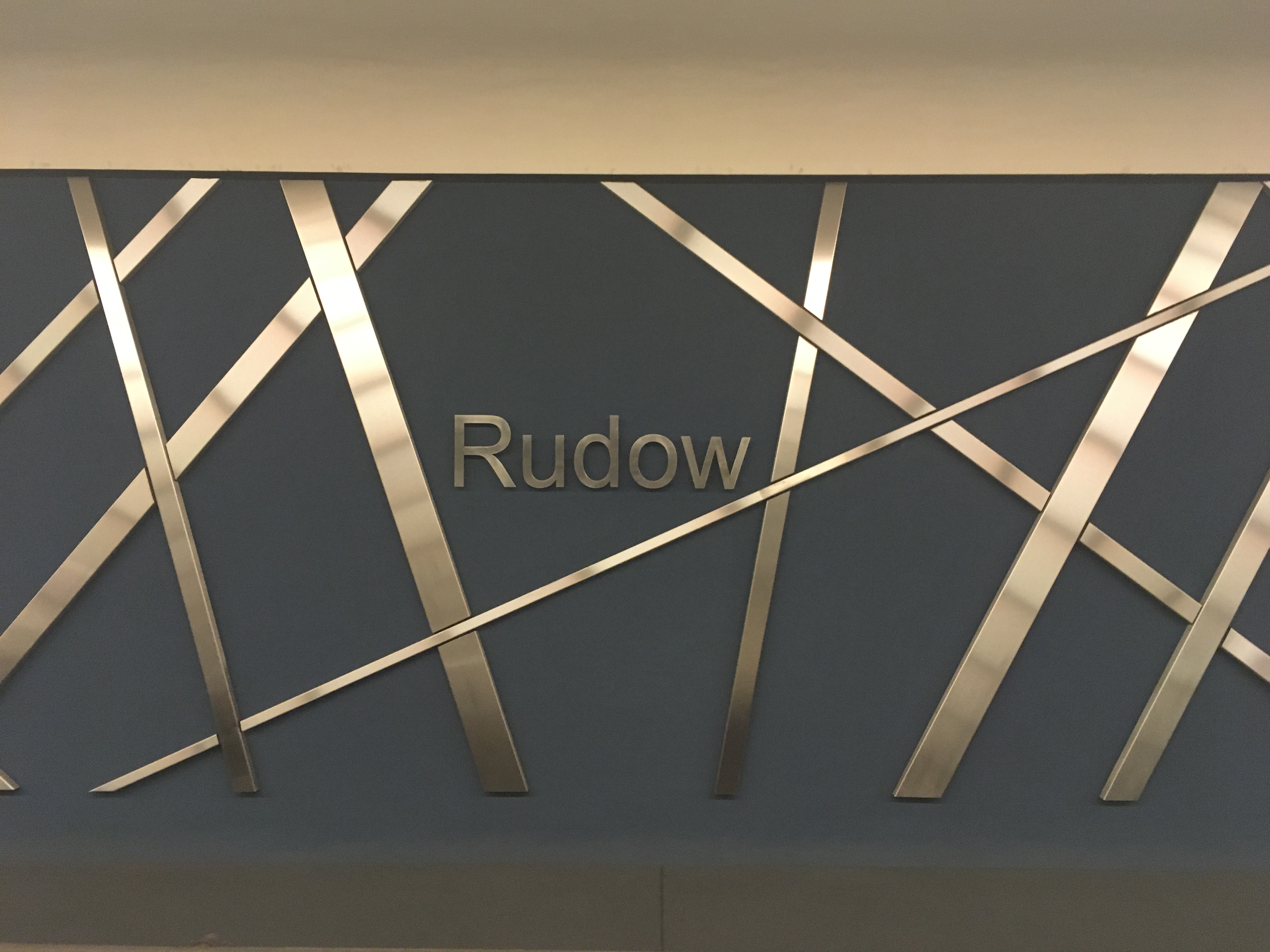
Bahnhofswand (2018)

Der Bau der Siedlung „Britz-Buckow-Rudow“ (BBR), später „Gropiusstadt“ genannt, begann im November 1962, das federführend durch das Architekturbüro The Architects Collaborative (TAC) unter der Leitung von Walter Gropius konzipiert wurde. Das große Wohngebiet sollte allgemein durch die U-Bahn erschlossen werden, die dafür von Britz (U-Bahnhof Britz-Süd) aus verlängert werden sollte.
Die Bauarbeiten für den neuen Streckenabschnitt der Linie 7 mit den vier Bahnhöfen Johannisthaler Chaussee, Lipschitzallee, Wutzkyallee und Zwickauer Damm begannen 1965 und waren durchweg mit den Siedlungsarbeiten abgesprochen, sodass ein geschlossener Bau errichtet werden konnte. Am 2. Januar 1970 ging der Streckenabschnitt Britz-Süd – Zwickauer Damm in Betrieb. Damit war nun ein Großteil der Gropiusstadt verkehrstechnisch erschlossen. Weiterhin fanden die Bauarbeiten für den Siedlungsbau weiter südlich im ehemaligen Dorf Rudow statt. Auch dort entstanden zahlreiche Wohnblöcke, die ebenfalls eine Verkehrserschließung benötigten.
Die Bauarbeiten für den vorläufigen Endbahnhof Rudow fanden bis 1971 statt. Der Architekt Rainer G. Rümmler gestaltete einen Bahnhof mit Mittelbahnsteig, die Hintergleiswände schmücken rote Asbestzementplatten, die Stützen silberne Aluminiumplatten. Damit schloss sich Rümmler dem Einheitstyp der damaligen Bahnhöfe an, ähnliche Stationen sind beispielsweise die Bahnhöfe Eisenacher Straße und Bayerischer Platz. Einer der Ausgänge des Bahnhofs, der in Richtung Süden führt, besitzt aufgrund der geringen Tiefe kein Zwischengeschoss, nur eine Vorhalle führt zu den beiden Ausgängen. Hinter dem Bahnhof ließ die BVG eine viergleisige Kehranlage errichten.
Am 1. Juli 1972 nahm die BVG den 1,1 Kilometer langen Abschnitt Zwickauer Damm – Rudow in Betrieb. Damit stellt seit diesem Zeitpunkt der Bahnhof Rudow den Endpunkt der U-Bahn-Linie 7 dar.
Seit diesem Zeitpunkt änderte sich nicht viel am U-Bahnhof Rudow, abgesehen von den verschiedenen Streckenzielen. Seit 1978 war es möglich, mit der U-Bahn bis zum Rathaus Charlottenburg am Richard-Wagner-Platz zu fahren, 1980 folgte die Verlängerung bis zum Rohrdamm und seit 1984 bildet der U-Bahnhof Rathaus Spandau den westlichen Endpunkt der Linie U7.
Im Mai 1993 erhielt der U-Bahnhof Rudow als wichtiger Verkehrsknotenpunkt für die Wohnsiedlung und den weiteren Busverkehr einen Aufzug, der einen barrierefreien Zugang zum Bahnsteig ermöglicht.
Mit der Problematik, dass einige Berliner U-Bahnhöfe nur einen Ausgang besitzen, beschäftigte sich die BVG lange Zeit nicht. Erst seit einem Brand auf dem U-Bahnhof Deutsche Oper im Jahr 2000, bei dem sich zahlreiche Fahrgäste aufgrund des nur einen vorhandenen Ausgangs durch den Tunnel retteten, rückte auch dieses Problem in das Blickfeld der BVG. Darauf beschloss sie, mit Eigenmitteln und durch Förderung des Landes Berlin zahlreiche Bahnhöfe mit einem weiteren Zugang auszustatten. Als letzte Stationen erhielten laut Plänen der BVG die U-Bahnhöfe Rudow und Konstanzer Straße einen zweiten Ausgang. Die späte Nachrüstung erfolgte wegen der sehr komplexen Lage des Bahnhofs, zudem spielten mehrmals finanzielle Fragen eine Rolle. Die Bauarbeiten für den zweiten Ausgang am Bahnhof Rudow begannen im Jahr 2006; er wurde am 19. Juni 2008 fertiggestellt.
Seit 2014 wurde der Bahnhof als wichtiger Umsteigebahnhof zu den Zubringerbussen zum Flughafen Berlin Brandenburg grundsaniert. Die asbestbelasteten Wandverkleidungen wurden entfernt und durch neugestaltete Wandelemente ersetzt. Weiterhin erfolgte ein Austausch des Fußbodenbelags und der Einbau eines Blindenleitsystems. Auch die Verteilerebene und die Zugänge wurden modernisiert. Es entstanden zwei weitere Ausgänge mit Rolltreppen direkt zu neuen überdachten Bushaltestellen für die seit der Eröffnung des Flughafens im dichten Takt verkehrenden Expressbusse sowie die lokalen Buslinien zum Flughafen. Ursprünglich sollten bis Ende 2016 die meisten Arbeiten im Bahnhof abgeschlossen sein, der gesamte Umbau inklusive der oberirdischen Haltestellen bis Herbst 2017. Die Umbauarbeiten, für die bereits im Jahr 2011 das Planfeststellungsverfahren eingeleitet wurde, wurden erst 2019 abgeschlossen.

## Langfristige Planungen
Für eine mögliche Verlängerung der U7 über den U-Bahnhof Rudow hinaus wurde bereits in den 1970er Jahren durch den Berliner Senat auf Berliner Gebiet eine Trasse zum Flughafen Schönefeld freigehalten, der über drei bis vier Zwischenstationen erreicht werden sollte. Bei den Planungen des neuen Flughafens Berlin Brandenburg wurde eine U-Bahn-Anbindung jedoch nicht mehr berücksichtigt, es steht daher kein Platz für einen U-Bahnsteig im Flughafenbahnhof unter dem Terminal zur Verfügung, was eine wirtschaftlich und verkehrstechnisch sinnvolle Anbindung stark erschwert.

## Anbindung
| Linie | Verlauf |
| ----- | --- |
|       | Rathaus Spandau – Altstadt Spandau – Zitadelle – Haselhorst – Paulsternstraße – Rohrdamm – Siemensdamm – Halemweg – Jakob-Kaiser-Platz – Jungfernheide – Mierendorffplatz – Richard-Wagner-Platz – Bismarckstraße – Wilmersdorfer Straße – Adenauerplatz – Konstanzer Straße – Fehrbelliner Platz – Blissestraße – Berliner Straße – Bayerischer Platz – Eisenacher Straße – Kleistpark – Yorckstraße – Möckernbrücke – Mehringdamm – Gneisenaustraße – Südstern – Hermannplatz – Rathaus Neukölln – Karl-Marx-Straße – Neukölln – Grenzallee – Blaschkoallee – Parchimer Allee – Britz-Süd – Johannisthaler Chaussee – Lipschitzallee – Wutzkyallee – Zwickauer Damm – Rudow |

Der U-Bahnhof ist der südöstliche Endpunkt der Linie U7 und bietet Anschluss zu zahlreichen Omnibuslinien der BVG sowie der RVS, unter anderem an die Buslinien X7 und X71 zum Flughafen BER.